# Vanbutselesmolen

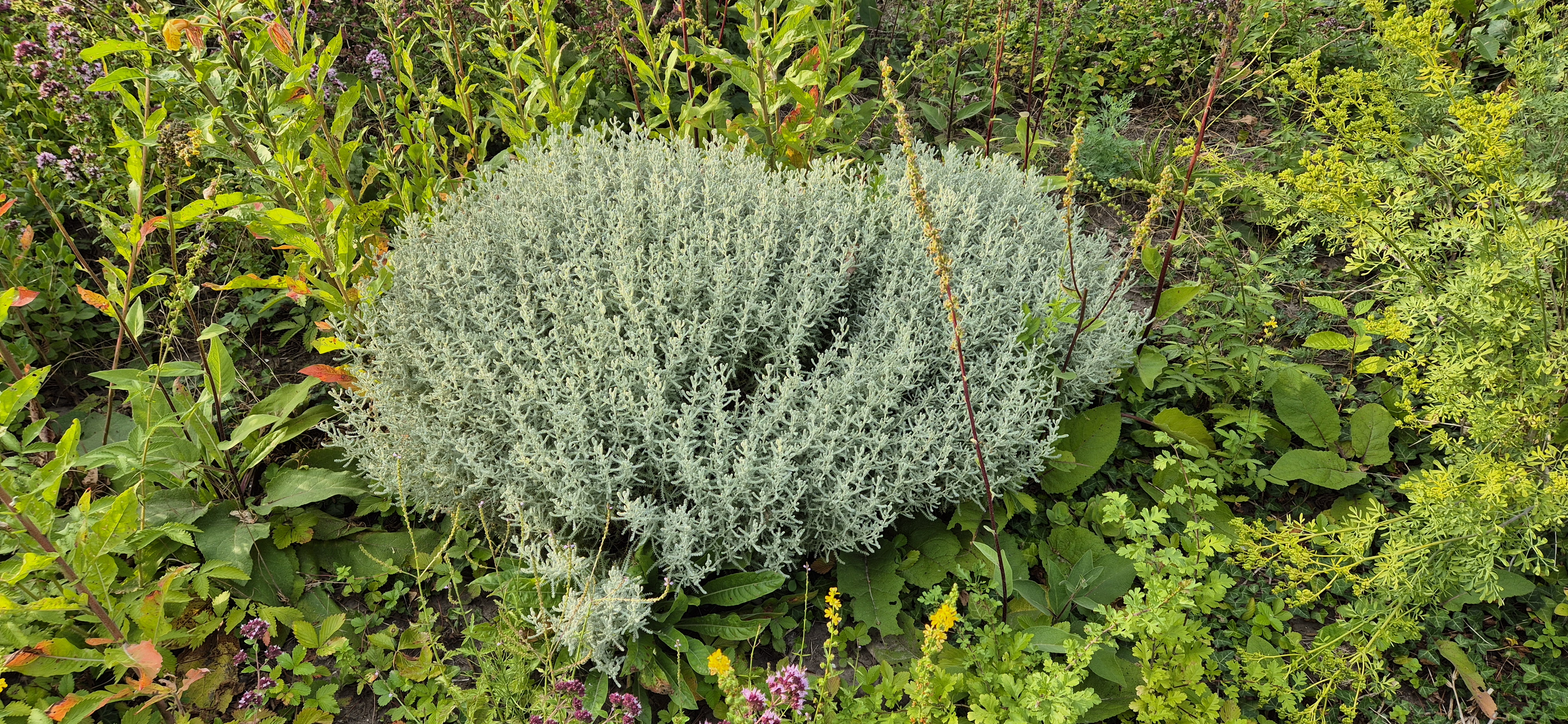
Kruidentuin

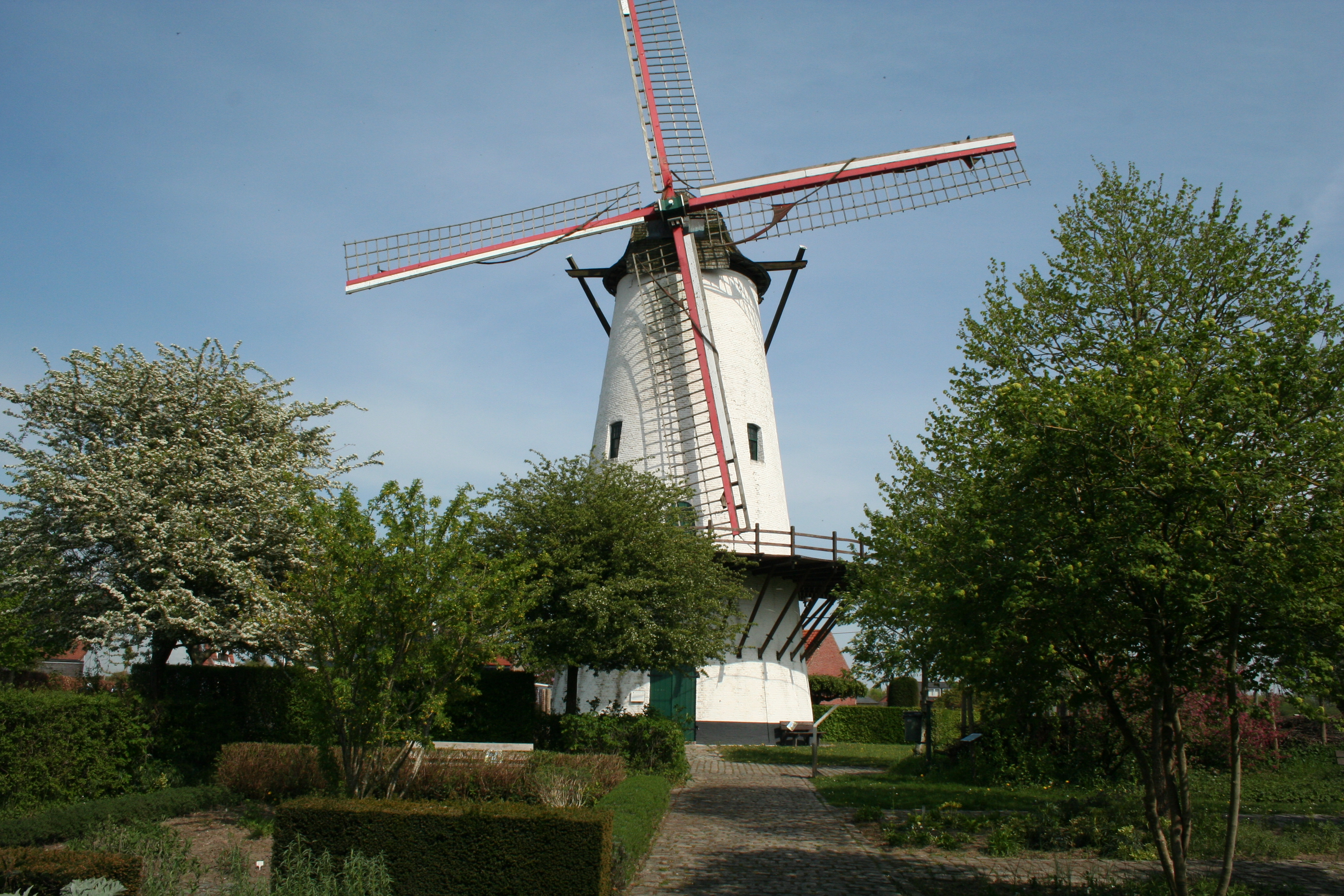
De molen in april 2020

De Vanbutselesmolen is een windmolen gelegen in de Belgische gemeente Wevelgem.

## Geschiedenis
De molen kreeg zijn naam van Richard Vanbutsele. Hij liet in 1848 een houten molen vervangen door een bakstenen stellingmolen, een project dat uiteindelijk drie jaar duurde, waarbij geprobeerd werd het hout aan de binnenkant van de oude molen zo veel mogelijk te bewaren. De oude molen was een oliemolen die opgebouwd werd uit andere gesloopte windmolens.
De nieuwe, witte stenen stellingmolen kon zowel olie slaan als graan malen. De molen was uitgerust met een koppel platstenen, twee vuisters en een voor- en naslagwerk. Op de steenzolder zijn twee koppels maalstenen geïnstalleerd. Één ervan heeft een diameter van 210 centimeter en is daarmee de grootste van België. De molen heeft een verdraaibaar bovenstuk, dat naar de wind gedraaid kan worden. In 1944 werd de molen beschermd als monument.
Tot 1947 bleef de molen in bedrijf onder de familie Vanbutsele, daarna raakte de molen in verval. Op 27 augustus 1975 kocht de gemeente Wevelgem de molen over van Agnes Vanbutsele. In 1979 tot 1980 werd de molen gerestaureerd door NV Cottenier uit Aalbeke. Daarna kon hij opnieuw gebruikt worden, nu ook weer met een goed werkend kruiwerk. In 1989 werd de molen stilgelegd wegens een defect aan de zetelkapconstructie. Van 1995 tot 1997 werd de molen opnieuw volledig gerestaureerd en werd de kapzetel vernieuwd en de oude kapzetel werd overgebracht naar het molenmuseum in Wachtebeke. In 2010 werden er onderhoudswerken uitgevoerd met onder meer een nieuwe penbalk, omdat deze in een zodanig slechte staat bleek te zijn dat de molen niet meer kon draaien. In het najaar van 2016 werd de molenromp opnieuw in de steigers gezet voor onderhoud en herstel van het metselwerk en de afwerkingslagen, maar dit heeft niet veel geholpen en de molenromp slaat weeral groen uit. In maart 2025 werden de rotte Schaliën van de kap verwijderd ter afwachting van een totale restauratie werd de kap gedicht met een EPDM folie ter bescherming van regen en wind Rond de molen legde de gemeente een Ecologische Siertuin aan, naast de Vanbutselesmolen zijn er op wevelgems grondgebied nog 2 andere molens bewaard gebleven waarvan de romp van molen Denys en in deelgemeente Moorsele De Grote Macht
- Inventaris van het Bouwkundig Erfgoed (Vlaanderen): 71294